# (17403) Masciarelli
(17403) Masciarelli est un astéroïde de la ceinture principale.

## Description
(17403) Masciarelli est un astéroïde de la ceinture principale. Il fut découvert le 6 mars 1986 à La Silla par Giovanni de Sanctis. Il présente une orbite caractérisée par un demi-grand axe de 2,54 UA, une excentricité de 0,08 et une inclinaison de 5,2° par rapport à l'écliptique.

## Compléments